# Hermann-Ragnar Eggers
Hermann-Ragnar Eggers (* 7. März 1910 in Bremen; † 5. Februar 2003 in Düsseldorf) war ein deutscher Elektroingenieur und beschäftigte sich mit der elektrischen Mess- und Regelungstechnik. Zuletzt war er Vorsitzender internationaler Fachausschüsse sowie Chefredakteur von Fachzeitschriften.

## Familiärer Hintergrund
Hermann-Ragnar Eggers entstammte einer Familie des Bildungsbürgertums, deren Ahnen unter anderem Begleiter Karls des Kühnen waren. Weiterhin gehören Heinrich Krechting (1501–1580), Heinrich Krefting (1562–1611), Johann Smidt (1733–1857) sowie Marie Eggers-Smidt (1844–1923) zu seinen Vorfahren.
Hermann-Ragnar Eggers kam am 7. März 1910 als Sohn des Rechtsanwalts und Notars Wilhelm Hermann Eggers (1867–1947) und dessen Ehefrau Lydia Doris Sophie Eggers geb. Dreyer (1879–1917) zur Welt; er hatte zwei ältere Schwestern, Edda und Insea. Seine frühe Kindheit bis zum Ersten Weltkrieg verlief in der Familie im Rahmen des wohlbehüteten höheren Bürgertums. 1914 musste der Vater als Reserveoffizier zum Kriegsdienst einrücken, und die Mutter starb im sogenannten Hungerwinter 1917 in Not und Niedergeschlagenheit. Die umfangreiche Bremer Verwandtschaft sorgte daraufhin weiter in notwendigem Umfang für die unmittelbaren Bedürfnisse des jungen Hermann-Ragnar Eggers, doch er musste – im Vergleich zu seiner Vergangenheit – von nun an sehr bescheiden und anspruchslos leben.

## Ausbildung
Ab 1916 besuchte Hermann-Ragnar Eggers die Bremer Vorschule (Grundschule), von der er 1920 auf das Neue Gymnasium (heute: Oberschule am Barkhof) wechselte, das er 1928 mit dem Reifezeugnis verließ. Er studierte danach Elektrotechnik an der Technischen Hochschule Darmstadt, wo er in der Studentenverbindung Chattia aktiv wurde (11 Mensuren, Erste und Zweite Charge). Er setzte das Studium an der Technischen Hochschule Berlin fort und schloss es dort mit dem akademischen Grad eines Diplom-Ingenieurs ab.

## Beruf bis Kriegsende
Im Jahr 1933 wurde er bei der Allgemeinen Elektrizitäts-Gesellschaft (AEG) als technischer Angestellter für Forschung und Entwicklung von elektrischen Messgeräten eingestellt und heiratete noch im selben Jahr. Bald wurde er mit der Leitung des entsprechenden Labors beauftragt und zu zahlreichen Dienstreisen und Besprechungen entsandt. Allerdings änderten sich diese Forschungs- und Entwicklungsaufgaben mit dem Ausbruch des Zweiten Weltkriegs, da nun alle Anstrengungen auf die Kriegsbedürfnisse umgestellt wurden. Zweimal wurde dazu Hermann-Ragnar Eggers auch in der Funktion eines sogenannten „Sonderführers“ im Rang eines Leutnants berufen und nahe der Front eingesetzt. Für seine Arbeiten, die er später bereute, verlieh man ihm das Kriegsverdienstkreuz.

## Kriegsende und Wiederaufbau
Seine Ehefrau die zwei gemeinsamen Söhne wurden wegen der Bombenangriffe auf Berlin nach Ostdeutschland evakuiert; im Januar 1945 gelang es Hermann-Ragnar Eggers, die Familie unmittelbar vor dem Überrollen durch die Rote Armee wieder nach Berlin zurückzuholen und dann von dort aus mit einem Sondertransport in die Wesermarsch bei Bremen zu verschicken. Er selbst wurde mit wichtigen technischen Unterlagen nach Thüringen versetzt, um dort das Kriegsende zu erleben und sich dann zu Fuß wieder zu seiner Familie durchzuschlagen.
Von dort aus zog er mit der Familie in das Haus seines Großvaters nach Bremen, um zunächst vorübergehend unter primitivsten Umständen zu arbeiten. Doch im Sommer 1946 begann Hermann-Ragnar Eggers in Heiligenhaus bei Düsseldorf auftragsgemäß, für die AEG eine neue Fabrik zur Fertigung elektrischer Messgeräte zu errichten und mit der Familie dorthin umzuziehen.
Zwar wurde in Heiligenhaus der Familie die Unterkunft in einer alten Villa zugewiesen, doch mussten zunächst die beiden Hungerwinter 1946/1947 und 1947/1948 überwunden werden, die Kinder schliefen noch bis 1956 in Luftschutzbetten.
Doch nach dem Beginn des Wirtschaftsaufschwungs in Westdeutschland konnte Hermann-Ragnar Eggers an seine beruflich-wissenschaftlichen Erfolge so anknüpfen, dass die Bergwerksverwaltungen und Bergämter nur noch vom „…berühmten Eggers…“ sprachen und bald über 70 Patente auf seinen Namen liefen. Zudem gehörte er im Jahr 1957 zu den Gründungsvätern der großen Internationalen Ausstellung für Mess-, Steuerungs- und Regelungstechnik „Interkama“ (Internationaler Kongress mit Ausstellung für Messtechnik und Automation) in Düsseldorf, die im Jahr 2010 als Fachmesse „Process Automation“ ein Bestandteil der Hannover-Messe wurde.
Sogar der Leiter der Hauptverwaltung Aufklärung im Ministerium für Staatssicherheit der DDR bemühte sich – allerdings vergeblich – bei Hermann-Ragnar Eggers um eine Mitarbeit. Dagegen führten die beruflichen Erfolge nach und nach nicht nur zu einer Forschungsabteilung unter seiner Leitung mit 27 beschäftigten Ingenieuren, sondern auch zu ausgedehnten Dienstreisen nach Westeuropa, in die USA und nach Kanada sowie in die damalige Sowjetunion.

## Berufliche Krise und Neuorientierung
Als im Jahr 1968 der Forschungs- und Produktionsstandort der AEG in Heiligenhaus auf das Unternehmen Hartmann & Braun übertragen wurde, änderte sich für Hermann-Ragnar Eggers die die berufliche Situation grundlegend. Er wurde von der Verantwortung für Forschung und Entwicklung im Wesentlichen entbunden und damit beauftragt, verstärkt – unter Fortzahlung des Gehalts – in akademischen sowie nationalen und internationalen Gremien der Mess- und Regelungstechnik tätig zu werden.
Im Zug dieser Neuorientierung erhielt er einen Lehrauftrag an der Gesamthochschule Wuppertal, wurde zum Vorsitzenden des zuständigen DIN-Normenausschusses und in zwölf nationale Interessenvertretungen seines Arbeitsbereichs berufen.

## Internationaler Verbandsführer
Beim Internationalen Verband der Elektroingenieure und im Internationalen Normenausschuss vertrat er als Sprecher die Interessen der deutschen und weltweiten Normung, wobei er im Internationalen Normenausschuss aufgrund seines wissenschaftlichen Ansehens zum internationalen Chairman gewählt wurde. In dieser Eigenschaft konnte er die Interessen seiner Aufgaben mit Dienstreisen auf allen Kontinenten – außer Australien – sehr erfolgreich wahrnehmen.

## Tätigkeiten nach Eintritt in den Ruhestand
Nachdem Hermann-Ragnar Eggers im Frühjahr 1975 die gesetzliche Altersgrenze von 65 Lebensjahren erreicht hatte, oblag ihm im Ruhestand noch jahrelang die verantwortliche Schriftleitung der Fachzeitschriften Archiv für technisches Messen + messtechnische Praxis und Messen und Prüfen, wodurch er noch lange auf Kongressen und Tagungen mit aktuellen Problemen des Fachs beschäftigt blieb.

## Privates
Im Jahr 1933 heiratete Hermann-Ragnar Eggers in Berlin die Sprechstundenhelferin Anneliese Zimmermann aus einer angesehenen preußischen Familie, deren Vorfahren vor allem als Pastoren oder Oberförster tätig gewesen waren. Aus dieser 64-jährigen Ehe gingen als Nachkommen hervor:
- Michael Eggers (* 1936), Verwaltungsbeamter, Fallschirmjäger und Oberst d. R.,
- Alexander Eggers (1940–2017), Bauingenieur, Leiter eines Baugrundlabors,

sowie fünf Enkelkinder, 12 Urenkelkinder und eine Ururenkelin.

## Schriften
- (mit Erwin Samal): Der Schwenkspulenregler. In: Hermann-Ragnar Eggers (Hrsg.): Wärmetechnische Regelanlagen der AEG. Berlin 1957.
- Wärmetechnische Regelanlagen der AEG. In: Hermann-Ragnar Eggers (Hrsg.): Wärmetechnische Regelanlagen der AEG. Berlin 1957.
- Grundsätzliches über pneumatische Antriebe. In: Hermann-Ragnar Eggers (Hrsg.): Wärmetechnische Regelanlagen der AEG. Berlin 1957.